# فن تجريدي

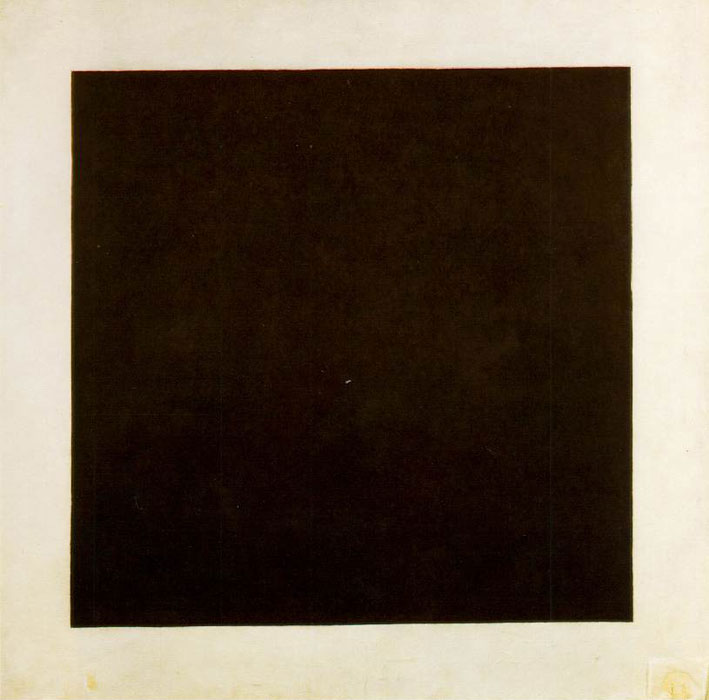
لوحة المربع الأسود للفنان الروسي ماليفيتش

الفن التجريدي فن يعتمد في الأداء على أشكال ونماذج مجردة تنأى عن مشابهة المشخصات 
و المرئيات في صورتها الطبيعية والواقعية.
ويتميز بمقدرة الفنان على رسم الشكل الذي يتخيله سواء من الواقع أو الخيال في شكل جديد تماما قد يتشابه أو لا يتشابه مع الشكل الأصلي للرسم النهائي مع البعد عن الأشكال الهندسية [بحاجة لمصدر].
ومن رواد هذا الفن التجريدي الفنان العالمي بيكاسو.

## مقدمة
اهتمت المدرسة التجريدية الفنية بالأصل الطبيعي، ورؤيته من زاوية هندسية، حيث تتحول المناظر إلى مجرد مثلثات ومربعات ودوائر، وتظهر اللوحة التجريدية أشبه ما تكون بقصاصات الورق المتراكمة أو بقطاعات من الصخور أو أشكال السحب، أي مجرد قطع إيقاعية مترابطة ليست لها دلائل بصرية مباشرة، وإن كانت تحمل في طياتها شيئاً من خلاصة التجربة التشكيلية التي مر بها الفنان. وعموماً فإن المذهب التجريدي في الرسم، يسعى إلى البحث عن جوهر الأشياء والتعبير عنها في أشكال موجزة تحمل في داخلها الخبرات الفنية، التي أثارت وجدان الفنان التجريدي. وكلمة «تجريد» تعني التخلص من كل آثار الواقع والارتباط به، فالجسم الكروي تجريد لعدد كبير من الأشكال التي تحمل هذا الطابع: كالتفاحة والشمس وكرة اللعب وما إلى ذلك، فالشكل الواحد قد يوحي بمعان متعددة، فيبدو للمشاهد أكثر ثراء. ولا تهتم المدرسة التجريدية بالأشكال الساكنة فقط، ولكن أيضاً بالأشكال المتحركة خاصة ما تحدثه بتأثير الضوء، كما في ظلال أوراق الأشجار التي يبعثه ضوء الشمس الموجه عليها، حيث تظهر الظلال كمساحات متكررة تحصر فراغات ضوئية فاتحة، ولا تبدو الأوراق بشكلها الطبيعي عندما تكون ظلالاً، بل يشكل تجريدي، وقد نجح الفنان كاندسكي –وهو أحد فناني التجريدية العالميين- في بث الروح في مربعاته ومستطيلاته ودوائره وخطوطه المستقيمة أو المنحنية، بإعطائها لوناً معيناً وترتيبها وفق نظام معين. ويبدو هذا واضحاً في لوحته «تكوين» التي رسمها عام 1914 م. 
كان التطور الآخر في تاريخ الفن في اتجاه بزوغ التيارات التجريدية والاستخدامات البارعة للخامات ومحاولات الاستقلال عن العالم الواقعى؛ على اعتبار أنه مصدر للموضوعات والأفكار. وتنشأ النظريات عن الطاقة الدرامية للخطوط الرأس-أفقية. وهكذا توصلت التجريدية إلى النتيجة النهائية لتنقية العالم الظاهرى؛ كبداية لقطع الرابطة بين الفنان والواقع تدريجيا. لقد شبه فاسيلى كاندنسكى [1866-1944] أعماله في التصوير بالأعمال الموسيقية وكان يستخدم الألوان والأشكال المجردة وكأنها أنغام؛ وفي ذلك المجال تطورت تجاربه إلى أن تكشف لديه إمكانية الاستغناء عن الأشكال الطبيعية.

### عالمياً
كان قد أعاد الفيلسوف نيتشه 1844-1900 بمفهومه عن إرادة القوة الاعتبار الجسدى في مقابل الروحى؛ ووجه قوة الإرادة الإبداعية نحو جمالية الجسد أما ماليفتش 1878-1935 الذي تميز بفنه غير الشخصى البسيط وغير المزخرف؛ فقد أراد تصوير مالا يرى لقد عبر الفنان عن رغبته في أن تصبح الحداثة شكلاً لقوة الإنسان الذي يكرس طاقته من أجل خلق الأشكال الجديدة.

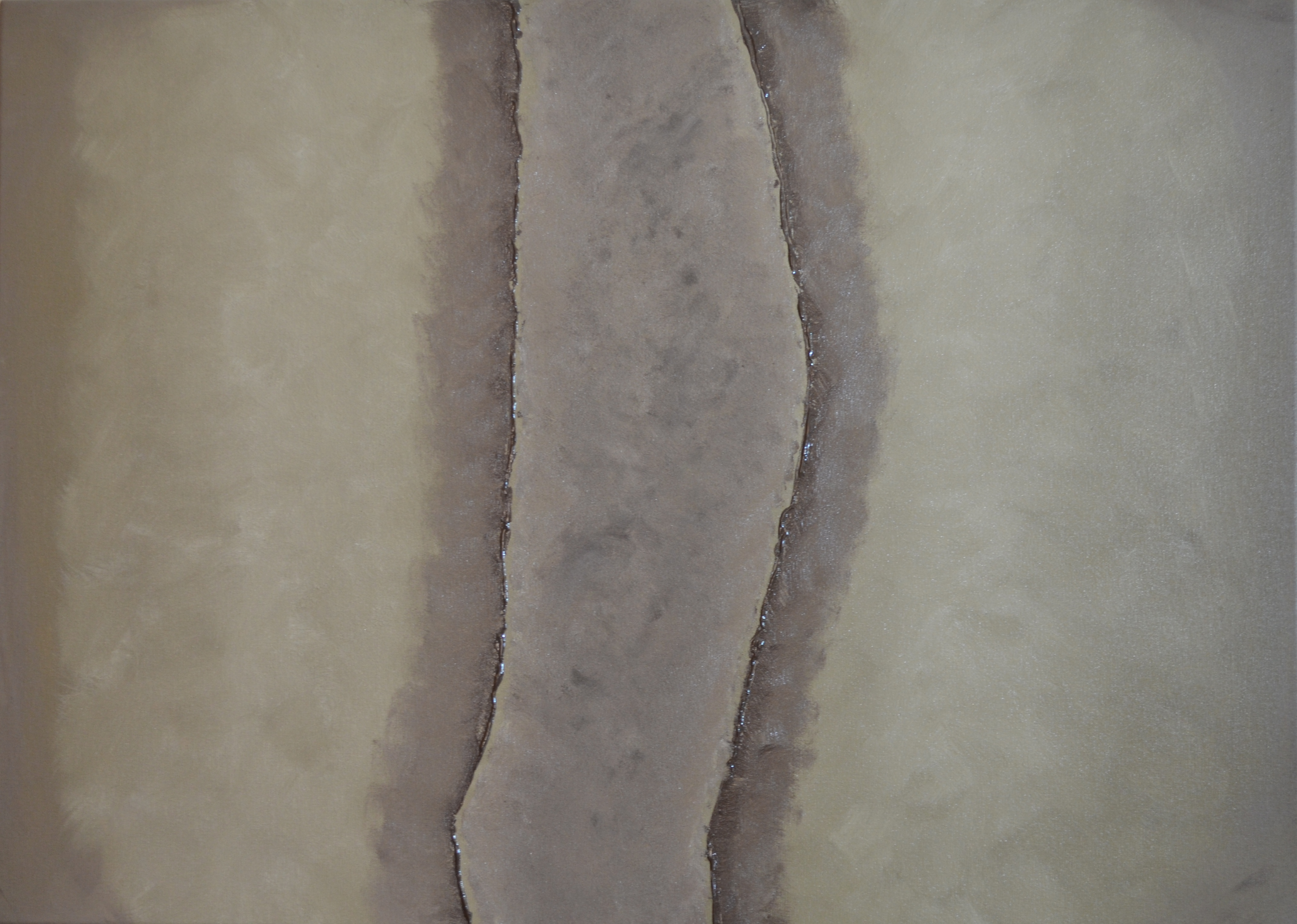
اللوحة التجريدية المعاصرة

### عربياً
أما في العالم العربي، فكان الفنان محسن عطيه من أشهر الفنانين التجريديين في مصر.وقد أكد على ذلك المعنى الناقد الفنى صلاح بيصار حين كتب في مقالته بعنوان «من شفرات التجريد إلى مرافئ الدهشة» يقول: من بين قلة قليلة من فنانينا، ظل الفنان محسن عطيه مخلصاً للوحة التجريد، من بداية السبعينيات من القرن العشرين وحتى الآن، مؤكدا على أن اللغة البصرية بما تحمل من رموز وما تعكس من خطوط وألوان وتراكيب وصيغ، تبدو في شفرات تجريدية قادرة على أن تنقلنا إلى مرافئ الدهشة ومنافذ الحلم، خاصة وأعماله فيها من رحيق الأشياء وسحر الأزمنة والأمكنة، بل وبقايا عناصر من روح الحياة ووشوشات النور للظلمة وهمس الموجودات، على الرغم من التلخيص الشديد والإيجاز ولاختزال. فقد بزغت معالم أسلوبه في فترة السبعينيات (1972-1976) وامتدت بمزيج من التعبيرية والتجريدية مع ومضات رمزية منذ اشتراكه في معارض جماعة الدعوة للآخر التي أقامت معظم معارضها في قاعات أتيليه القاهرة بوسط البلد، وفي معرضه الذي أقيم بقاعة إكسترا على نيل الزمالك. فقد عمق محسن عطيه هذا الاتجاه إلى حد أن أصبح علامة من علامات فنه، والذي ينساب بالنغمات اللونية أشبه بدرجات السلم الموسيقى على اعتبار أن المذهب التجريدى في الرسم يسعى إلى البحث عن جوهر الأشياء والتعبير عنها في أشكال موجزة تحمل داخلها الخبرات الفنية.. أشكال رمزية تعانق الأسطورة..خاصة والرمز هو الصيغة المناسبة للتعبيرعن الحقائق المجهولة مثلما أن الأسطورة تمثل استعارات من المظاهر الطبيعية، من أجل أن تعكس العالمين الداخلى والخارجى.